# Sam Horgan
Sam Horgan (Christchurch, 20 april 1987) is een Nieuw-Zeelands voormalig professioneel wielrenner. Horgan werd in 2012 tweede op het nationale kampioenschap tijdrijden bij de elite, achter ploeggenoot Paul Odlin. Hij wist dat jaar wel Oceanisch kampioen op het onderdeel te worden.

## Belangrijkste overwinningen
2011
 Tijdrijden op de clubchampionships, Elite
2012
 Oceanisch kampioen tijdrijden, Elite
Eindklassement Ronde van Canterbury
2013
Eindklassement Ronde van Canterbury
Anderson · Evans · Horgan · Juel · Kauffmann · Kerrison · Loft · McCarthy · Ockerby · Prete · Vink · Williams · Windsor · Wohler
Barry · Gough · Horgan · Kerrison · Nankervis · Prete · Roe · Simpson · Talbot · Vink · Williams · Witmitz · Wohler